# Dimitrie Cantemir
Dimitrie Cantemir (26. října 1673 – 21. srpna 1723, také polsky Dymitr Kantemir, moldavsky Demetriu Cantemir, rusky Dmitrij Konstantinovič Kantemir, turecky Dimitri Kantemiroğlu) byl rumunský politik, učenec a spisovatel.

## Život a dílo

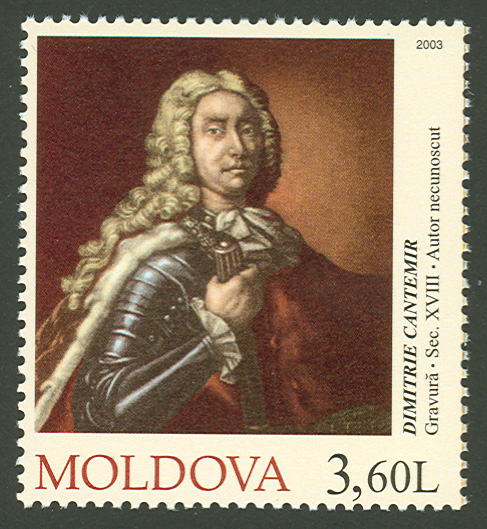
Dimitrie Cantemir na moldavské známce (2003)

Byl synem moldavského knížete a následníkem trůnu, byl vychován řecky (hovořil jedenácti jazyky, znal filosofii, teologii, historii i geografii, zajímal se o východní kulturu i krásnou literaturu. Ve věku čtrnácti let byl vyslán do Istanbulu, čtyři roky strávil v zajetí Turků. V letech 1710–1711 byl moldavským knížetem. Země potom vstoupila do unie s Ruskem, kam Cantemir emigroval, posléze se stal rádcem Petra Velikého. V Rusku také založil město Dmitrovsk a později zemřel. Jeho synem byl ruský básník Antioch Dmitrijevič Kantemir.
Cantemir napsal celou řadu knih, nejslavnější z nich je jeho Historie růstu a pádu Osmanského impéria. Na žádost Berlínské královské akademie, jejímž byl členem, napsal také v latině první vědeckou zprávu o Moldávii, Descriptio Moldaviae, v níž popsal její zeměpisné, etnografické a ekonomické podmínky.
Dále se ve svých spisech věnoval turecké a vůbec východní hudbě, napsal první úplnou vědeckou historii Rumunska, pojmenovanou Hronicul vechimii a romano-moldo-valahilor, rumunsko-řecky psanou filosofickou báseň podle arabských vzorů: Divanul sau Gâlceava Înțeleptului cu lumea sau Giudețul sufletului cu trupul (Diván aneb rozprava mudrce se světem čili soud těla a duše), popis islámu pro Evropany, životopis van Helmonta a také první rumunský román, Historia Hieroglyphica (1705), v němž jsou postavy soudobého rumunského života alegoricky skryty za bájné nestvůry.